# Гардін (округ, Іллінойс)
Шаблон:StateAbbr_ 37°31′53″ пн. ш. 88°22′06″ зх. д. / 37.531388888889° пн. ш. 88.368330555556° зх. д.
Округ  Гардін (англ. Hardin County) — округ (графство) у штаті Іллінойс, США. Ідентифікатор округу 17069.

## Історія
Округ утворений 1839 року.

## Демографія
За даними перепису 
2000 року 
загальне населення округу становило 4800 осіб, усе сільське.
Серед мешканців округу чоловіків було 2407, а жінок — 2393. В окрузі було 1987 домогосподарств, 1367 родин, які мешкали в 2494 будинках.
Середній розмір родини становив 2,81.
Віковий розподіл населення поданий у таблиці:
| Стать    | До 15 років | 15-21 | 22-29 | 30-39 | 40-49 | 50-65 | 65-85 | Понад 85 |
| -------- | ----------- | ----- | ----- | ----- | ----- | ----- | ----- | -------- |
| Чоловіки | 387         | 231   | 225   | 354   | 360   | 467   | 345   | 38       |
| Жінки    | 387         | 214   | 165   | 291   | 364   | 462   | 440   | 70       |

## Суміжні округи
- Ґаллатін — північ
- Юніон, Кентуккі — схід
- Кріттенден, Кентуккі — південь
- Лівінґстон, Кентуккі — південний захід
- Поуп — захід
- Салін — північний захід

## Виноски
1. ↑  U.S. Decennial Census. United States Census Bureau. Архів оригіналу за 12 травня 2015. Процитовано 5 липня 2014.
2. ↑  Historical Census Browser. University of Virginia Library. Архів оригіналу за 11 серпня 2012. Процитовано 5 липня 2014.
3. ↑  Population of Counties by Decennial Census: 1900 to 1990. United States Census Bureau. Архів оригіналу за 24 квітня 2014. Процитовано 5 липня 2014.
4. ↑  Census 2000 PHC-T-4. Ranking Tables for Counties: 1990 and 2000 (PDF). United States Census Bureau. Архів оригіналу (PDF) за 18 грудня 2014. Процитовано 5 липня 2014.
5. ↑  State & County QuickFacts. United States Census Bureau. Архів оригіналу за 6 червня 2011. Процитовано 5 липня 2014.(англ.) Наведено за англійською вікіпедією.
6. ↑  American FactFinder. Бюро перепису населення США. Архів оригіналу за 21 травня 2008. Процитовано 31 січня 2008.

| США | Це незавершена стаття з географії США. Ви можете допомогти проєкту, виправивши або дописавши її. |